# Parque Arnulpho Fioravanti
O Parque Arnulpho Fioravanti é uma área protegida brasileira localizada em Dourados, Mato Grosso do Sul, Brasil.

O parque localiza-se ao lado do terminal rodoviário e possui um grande lago e área de lazer.